# Barbaresco (vino)
Barbaresco  è una DOCG riservata ad alcuni vini la cui produzione è consentita nella provincia di Cuneo.

## Zona di produzione
La zona di produzione comprende l'intero territorio dei comuni di Barbaresco, Neive, Treiso e parte della frazione San Rocco Seno d'Elvio nel comune di Alba.

## Storia
Il Barbaresco è una delle prime denominazioni riconosciute in Italia nel 1966 insieme al Barolo.
La coltivazione del Nebbiolo in questa zona ha origini molto antiche: secondo alcuni furono i Galli i primi ad essere attratti dal vino Barbaritium e per questo giunsero in Italia; altri sostengono che il Barbaresco derivi il suo nome dai popoli Barbari che causarono la caduta dell'impero romano.
Sebbene Barbaresco fosse conosciuta per la qualità delle sue uve Nebbiolo, spesso vendute a produttori di Barolo, la data riconosciuta di nascita del vino Barbaresco è il 1894, quando la Cantina Sociale di Barbaresco fu fondata. Un ruolo fondamentale fu quello del generale Paolo Francesco Staglieno, responsabile della prima versione del vino da uve Nebbiolo secco attorno al 1830, che assunse progressivamente il nome del luogo della sua prima origine: Barolo. Domizio Cavazza, un giovane e brillante agronomo nato a Modena, venne nominato come primo Direttore della Scuola Enologica Reale di Alba nel 1881 e si appassionò subito di Barbaresco, dove comprò una tenuta nel 1886. Coltivò Nebbiolo e con un gruppo di nove viticultori fondò la Cantina Sociale, che venne dotata di botti e equipaggiamento enologico per produrre quello che viene considerato il primo vino ufficialmente chiamato Barbaresco. Dopo un buon inizio Barbaresco affrontò un periodo difficile con la seconda guerra mondiale e la prematura morte di Cavazza nel 1915.
Nel comune di Neive, al servizio del conte di Castelborgo, operò l'enologo e mercante Louis Oudart che attrezzò la cantina e che produsse con le uve Nebbiolo un vino secco, stabile e quindi commerciabile, che con il nome "Neive" ottenne una medaglia d'oro all'Esposizione di Londra del 1862. Con le stesse tecniche utilizzate dall'Oudart per il "Neive", trent'anni più tardi fu prodotto nel castello di Barbaresco il primo vino Barbaresco.
Non fu fino alla fine degli anni '50 che Barbaresco riguadagnò la propria fama grazie soprattutto ad una nuova generazione di giovani produttori, tra cui Bruno Giacosa e Angelo Gaja. Inoltre, il parroco di Barbaresco, Don Fiorino Marengo, fondò la cantina cooperativa Produttori del Barbaresco, continuatrice della originale visione di Cavazza di creare una cooperativa che facesse vini eccellenti e consentisse di fermare l'esodo di giovani agricoltori che abbandonavano la campagna.

## Tecniche di produzione
La forma di coltivazione consentita è la controspalliera con potatura Guyot.
È vietata ogni pratica di forzatura.
Tutte le operazioni di appassimento delle uve, vinificazione, invecchiamento e imbottigliamento, debbono essere effettuate nella zona delimitata.

## Disciplinare
La DOC Barbaresco è stata istituita con DPR 23.04.1966 pubblicato sulla Gazzetta Ufficiale n. 145 del 14.06.1966
 La DOCG è stata istituita con DPR 03.10.1980 pubblicato sulla Gazzetta Ufficiale n.242 del 03.09.1981
Successivamente è stata modificata con
- DM 21.02.2007 G.U. 51 - 02.03.2007
- DM 16.04.2010 G.U. 95 - 24.04.2010
- DM 30.11.2011 G.U. 295 - 20.12.2011
- DM 07.03.2014 Sito ufficiale Mipaaf
- La versione in vigore è stata approvata con D.M. 17.04.2015 pubblicato sul sito ufficiale del Mipaaf[1]

## Tipologie

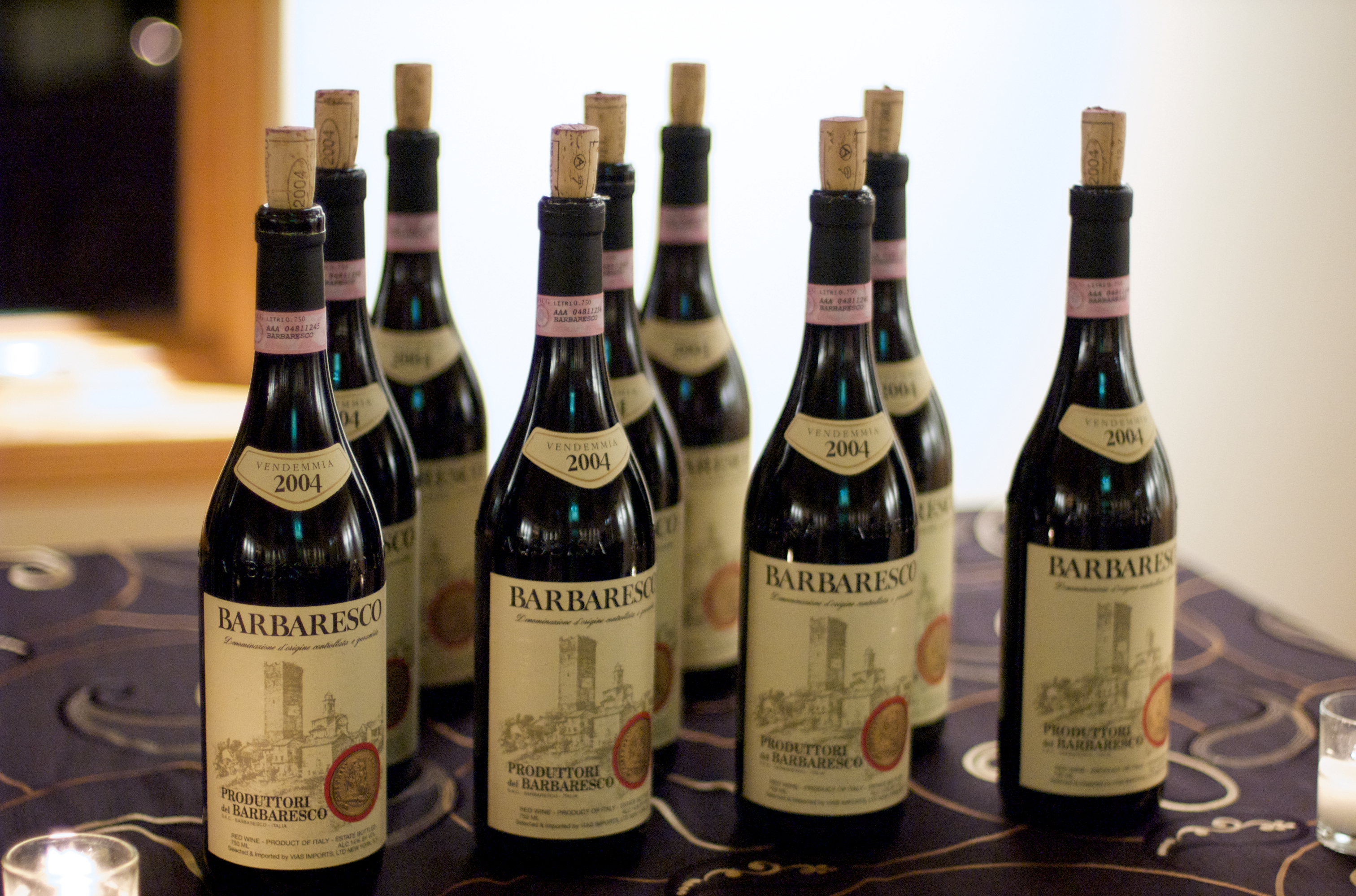
Bottiglie di Barbaresco

In etichetta la denominazione può essere seguita da una delle seguenti menzioni geografiche aggiuntive: Albesani, Asili, Ausario, Balluri, Basarin, Bernadot, Bordini, Bricco di Neive, Bricco di Treiso, Bric Micca, Ca' Grossa, Canova, Cars, Casot, Castellizzano, Cavanna, Cole, Cottà, Currà, Faset, Fausoni, Ferrere, Gaia-Principe, Gallina, Garassino, Giacone, Giacosa, Manzola, Marcarini, Marcolino, Martinenga, Meruzzano, Montaribaldi, Montefico, Montersino, Montestefano, Muncagota, Nervo, Ovello, Paje', Pajore', Pora, Rabaja', Rabaja-Bas, Rio Sordo, Rivetti, Rizzi, Roccalini, Rocche Massalupo, Rombone, Roncaglie, Roncagliette, Ronchi, San Cristoforo, San Giuliano, San Stunet, Secondine, Serraboella, Serracapelli, Serragrilli, Starderi, Tre Stelle, Trifolera, Valeirano, Vallegrande e Vicenziana.
Alla menzione geografica può venire aggiunta la menzione ""vigna"; in tal caso la produzione massima di uva è pari a 72 q./h
| uvaggio                        | Nebbiolo 100%. |
| titolo alcolometrico minimo    | 12,50% vol.    |
| acidità totale minima          | 4,50 g/l.      |
| estratto secco minimo          | 22,00 g/l.     |
| resa massima di uva per ettaro | 80 q.          |
| resa massima di uva in vino    | 70x%           |

È previsto l'invecchiamento obbligatorio, la cui durata si differenzia in 26 mesi, di cui 9 in botte per il Barbaresco e 50 mesi, di cui 9 in botte, per il Barbaresco riserva.

### Caratteri organolettici
Il Barbaresco possiede il tipico colore rosso granato dei nebbioli, che nei primi anni presenta sfumature rubine sparse e nel tempo si accende di note aranciate; le sensazioni olfattive spaziano dal floreale al fruttato alle spezie, ricordando la violetta, la rosa canina, il geranio, i fiori di campo, la mela, la ciliegia, la pesca fresca ed essiccata, la vaniglia e la cannella; il sapore potente evidenzia una struttura acido-alcolica particolarmente pronunciata, estremamente equilibrata con l'invecchiamento.

### Abbinamenti consigliati
Pietanze piemontesi a base di funghi, formaggi stagionati e carni arrosto, specialmente rosse e pollame. Viene anche assaporato come vino da meditazione, abbinato a formaggi erborinati con miele e nocciole. Il Barbaresco è indicato in abbinamento con il tartufo bianco di Alba. Nel ricettario Massimo Rattalino suggerisce il filetto di manzo al Barbaresco e, per le occasioni speciali, il petto d'anatra al Barbaresco.